# Подобед, Ольга Викторовна
Ольга Викторовна Подобед (бел. Вольга Віктараўна Падабед; род. 24 апреля 1979, Минск) — белорусская баскетболистка, тренер.

## Биография
Воспитанница СДЮШОР № 10 (Минск). Первый тренер — Валентина Григорьевна Измер, вместе с ней воспитавшая также еще одну известную белорусскую баскетболистку Наталью Трофимову.
Ольга Подобед выступала на позиции разыгрывающей и атакующего защитника за ряд ведущих клубов Белоруссии и России, а также за латвийский «Цесис» и французский «Валансьен». С 1998 по 2009 год вызывалась в сборную Белоруссии. Вместе с ней баскетболистка в 2007 году становилась бронзовым призером чемпионата Европы в Италии, а также участвовала в летних Олимпийских играх 2008 года в Пекине (шестое место).
После декрета вернулась в баскетбол в качестве тренера. Возглавляла молодежную (U-20) и кадетскую (U-16) сборную страны.
Под ее руководством женская молодёжная команда «Минск» вышла в «Финал Восьми» Студенческой лиги РЖД-2022/2023 и заняла в нем четвертое место. С декабря 2024 года — главный тренер основной женской команды «Минск».

## Достижения

### В качестве игрока
- Бронзовый призёр чемпионата Европы: 2007.
- Чемпионка России (2): 1999/2000, 2000/2001.
- Чемпионка Белоруссии (4): 1996/1997, 1997/1998, 1998/1999, 2007/2008.
- Серебряный призёр чемпионата России (2): 2002/2003, 2004/2005.
- Серебряный призёр чемпионата Белоруссии (4): 1995/1996, 2008/2009, 2009/2010, 2010/2011.
- Бронзовый призёр чемпионата Латвии: 2006/2007.
- Обладательница Кубка Белоруссии (3): 1998, 2008, 2010.
- Чемпионка Балтийской лиги: 1998/1999.
- Серебряный призёр Балтийской лиги: 1997/1998.
- Бронзовый призёр Балтийской лиги: 1995/1996, 2009/2010.

### В качестве тренера
- Серебряный призёр чемпионата Беларуси: 2024/2025.
- Финалист Кубка Беларуси: 2020.
- Бронзовый призёр Кубка Беларуси: 2014.